# Distretto di Macate
Il distretto di Macate è un distretto del Perù nella provincia di Santa (regione di Ancash) con 3.889 abitanti al censimento 2007 dei quali 321 urbani e 3.568 rurali.
È stato istituito fin dall'indipendenza del Perù.